# Franciszek Wojda
Franciszek Teofil Wojda (ur. 1 października 1880 w Urzeczu, zm. 1951 w Sobocie) – polski rolnik, polityk, minister rolnictwa i dóbr państwowych w rządzie Jędrzeja Moraczewskiego (1918).

## Życiorys
Urodził się w rodzinie chłopskiej, ukończył cztery klasy gimnazjum. Od 1900 prowadził działalność niepodległościową. W 1902 aresztowany, dłuższy czas przebywał w więzieniu. Współzałożyciel chłopskich organizacji spółdzielczych w Kongresówce.
W lutym 1917 z działaczami Wydziału Kółek Rolniczych Centralnego Towarzystwa Rolniczego założył Zjednoczenie Ludowe. W kwietniu 1918, reprezentując tę partię, został członkiem Rady Stanu Królestwa Polskiego, w której pełnił funkcję sekretarza klubu ludowego.
17 listopada 1918 objął urząd ministra rolnictwa i dóbr państwowych w rządzie Jędrzeja Moraczewskiego, z którego ustąpił 29 grudnia 1918 wraz z innymi politykami swej ówczesnej partii Polskie Stronnictwo Ludowe „Piast” (Wincenty Witos, Andrzej Kędzior). Od września 1919 był ławnikiem w Sądzie Okręgowym w Łowiczu, a w latach 1919–1930 wójtem gminy Bielawy.
Od 1923 należał do PSL „Wyzwolenie”. W latach 1923–1931 był członkiem Zarządu Powiatowego, a w latach 1927–1929 wiceprezesem Zarządu Głównego tego ugrupowania. Po utworzeniu Stronnictwa Ludowego, w latach 1931–1933 zasiadał w Radzie Naczelnej partii, a w latach 1931–1939 w ZP SL w Łowiczu.
Od 1926 gospodarował na dziesięciohektarowym gospodarstwie utworzonym w wyniku parcelacji majątku Sobota. Podczas okupacji niemieckiej należał do Stronnictwa Ludowego „Roch”, aresztowany, przebywał na Pawiaku.

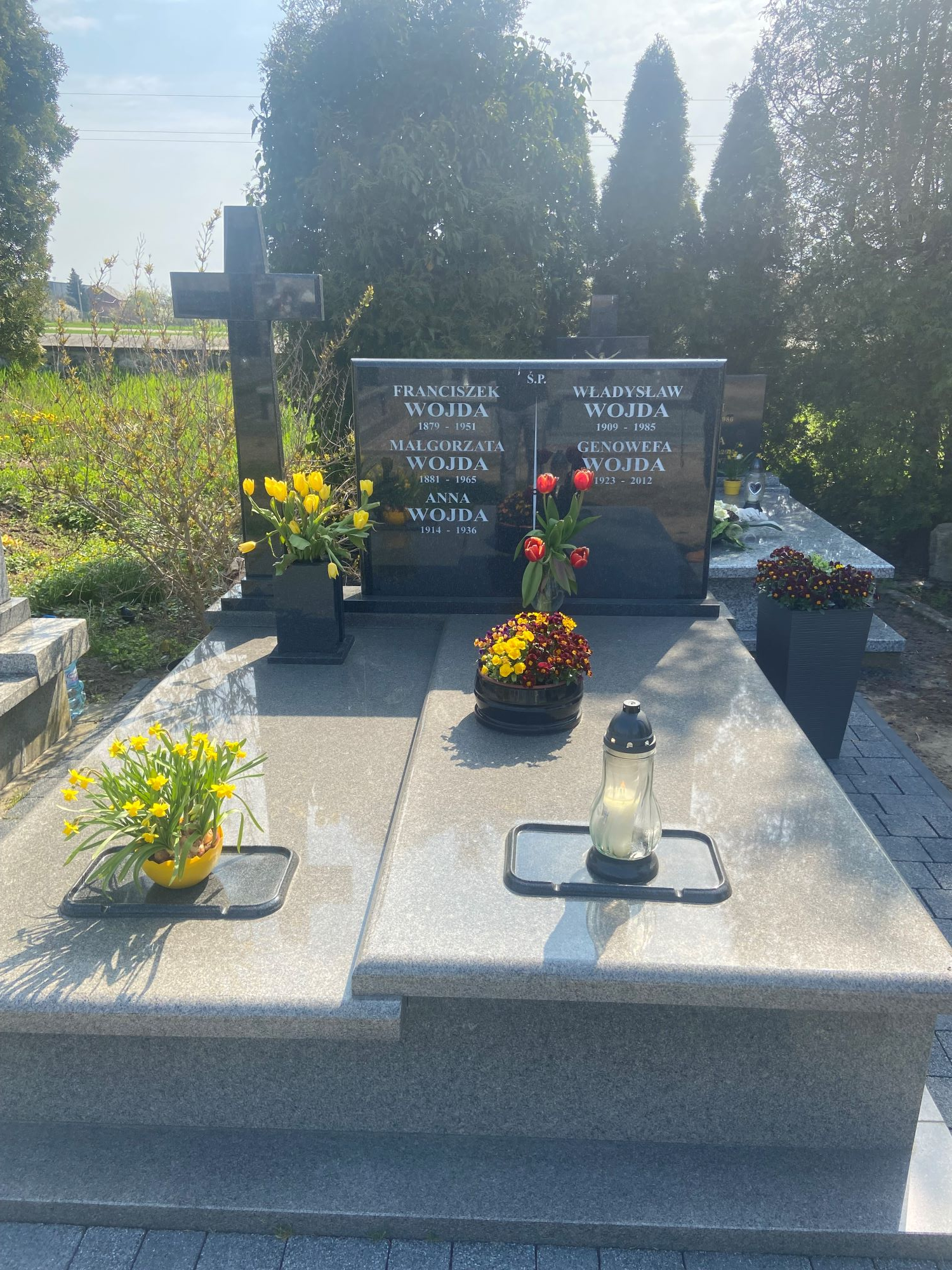
Grób Franciszka Wojdy w Sobocie

Zmarł w 1951. Został pochowany na cmentarzu parafialnym w Sobocie.
Autor kilku broszur publicystycznych i powiastek ludowych.